# Иордэкеску, Виорел Ильич
Виорел Ильич Иордэкеску (рум. Viorel Iordăchescu; род. 20 апреля 1977, Кишинёв) — молдавский шахматист, гроссмейстер (1999).
Чемпион Республики Молдова 2016 года.
В составе национальной сборной участник 9-и олимпиад (1994—1998, 2002—2012) и двух командных чемпионатов Европы (2011 и 2015).

## Награды
- Орден Республики (15 октября 2021 года) — в знак высокого признания особых заслуг перед государством, за значительный вклад в отстаивании интересов и продвижении имиджа Республики Молдова, выдающиеся профессиональные успехи, гражданскую инициативу и активное участие в содействии реформам, а также в связи с 30-й годовщиной провозглашения независимости Республики Молдова[1].

## Изменения рейтинга
| Графики недоступны из-за технических проблем. См. информацию на Фабрикаторе и на mediawiki.org. |